# 踊り首

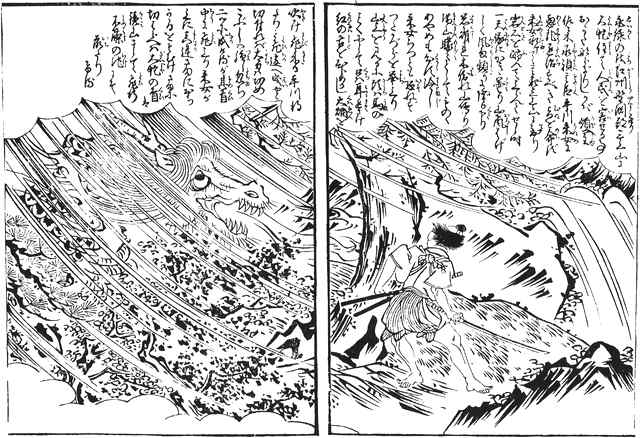
速水春暁斎画『絵本小夜時雨』より「平川采女異蛇を斬」

踊り首（おどりくび）は、日本の妖怪の一種で、人間の首だけが宙を舞う妖怪。
人間（主に落ち武者や女性）が死んだ後、怨念や愛憎の念があまりに強いため、その首が胴体から離れて巨大化して古びた寺などに現れ、そこを訪れた生者を脅かす妖怪である。
元禄時代には、播磨国の佐用郡（現・兵庫県）で大きな女の首が目撃されたという事例がある。江戸時代の古書『絵本小夜時雨』には「平川采女異蛇を斬」と題し、永禄時代の江州（現・滋賀県）で、ある者が馬の頭を持つ大蛇の妖怪を退治したところ、首だけが空へ飛んで行ったという話がある（画像参照）。また民俗学者・岩井宏實の著書においては、江戸時代の奇談集『絵本百物語』にある舞首も踊り首の一種とされている。